# Guepinia
Guepinia é um gênero de fungos da ordem Auriculariales. Trata-se de um gênero monotípico, contendo apenas a espécie Guepinia helvelloides. O fungo produz corpos de frutificação gelatinosos, de coloração salmão-rosada, em forma de orelha, que crescem solitários ou em pequenos grupos no solo, geralmente associados a madeira em decomposição enterrada. Os corpos de frutificação têm até 10 cm de altura e até 17 cm de largura; o estipe não é bem diferenciado do píleo. Possui uma esporada branca, e os esporos, de formato oblongo a elipsoide, medem 9–11 por 5–6 μm.
O fungo tem ampla distribuição no Hemisfério Norte e também foi coletado na América do Sul. Apesar de sua textura gomosa, a carne é comestível; pode ser consumida crua em saladas, em conserva ou cristalizada.

## Taxonomia
A espécie foi descrita e ilustrada pela primeira vez como Tremella rufa por Nikolaus Joseph von Jacquin em 1778. Posteriormente, Elias Magnus Fries nomeou-a Guepinia helvelloides em sua obra Elenchus Fungorum de 1828, com base em Tremella helvelloides de Augustin Pyrame de Candolle, ambos nomes sancionados por ele. Isso tornou Tremella rufa e todos os nomes derivados dela indisponíveis para uso, pois são nomes conservados. Mais tarde, Lucien Quélet criou um gênero monotípico chamado Phlogiotis para a espécie de Jacquin, enquanto Julius Oscar Brefeld a classificou como Gyrocephalus rufa no pequeno gênero Gyrocephalus de Christiaan Hendrik Persoon (nome rejeitado para Gyromitra). O nome correto do fungo foi debatido por algum tempo, já que Guepinia é um homônimo, conforme apontado por Fries em 1828, pois já havia sido usado por Toussaint Bastard em 1812 para um gênero de plantas com flores da família Cruciferae. Para complicar, o nome genérico Teesdalia, inicialmente considerado com prioridade sobre Guepinia para o gênero de plantas, foi posteriormente identificado como publicado validamente após Guepinia, tornando Teesdalia um nome ilegítimo. Em 1982, mudanças no Código Internacional de Nomenclatura Botânica conferiram status protegido a todos os nomes adotados por Fries em Elenchus Fungorum, estabelecendo Guepinia como o nome correto do gênero.
Guepinia é variavelmente classificado na ordem Auriculariales, com posição familiar incerta (incertae sedis), ou como parte da família Auriculariaceae.
O gênero é nomeado em homenagem ao micologista francês Jean-Pierre Guépin (1779–1858). O fungo é comumente conhecido em inglês como "red jelly fungus" ou "apricot jelly".

## Descrição
Os corpos de frutificação de Guepinia helvelloides crescem solitários ou em pequenos grupos. Embora pareçam crescer no solo, seu micélio vive em madeira enterrada em decomposição. Têm 4–10 cm de altura e 1–17 cm de largura, com formato de colher ou língua, torcidos como um cone ou chifre, parecendo um funil delgado, cortado em um lado e frequentemente com margem ondulada. São flexíveis, com 2–3,5 mm de espessura, lisos na face externa, que geralmente se atenua na parte inferior em um estipe cilíndrico ou achatado, de até 5 cm de altura e cerca de 1,5 cm de espessura. O estipe normalmente apresenta tomento branco na base. A face superior (interna) do corpo de frutificação é geralmente estéril ou com poucos basídios isolados e ligeiramente verrucoso devido às extremidades densamente agrupadas das hifas salientes. As superfícies estéril e fértil têm cores quase idênticas, variando de vermelho-alaranjado translúcido a rosa ou laranja, às vezes mais púrpura-avermelhado. Os corpos de frutificação geralmente adquirem um tom acastanhado quando envelhecem. A face inferior é ligeiramente mais vívida que a superior. A carne é gelatinosa, mais macia na parte superior do corpo de frutificação e com consistência mais cartilaginosa no estipe. Não possui odor característico e tem sabor aquoso e pouco expressivo.
O himênio desenvolve-se na face inferior (externa) do corpo de frutificação. Os basídios (células portadoras de esporos) consistem em uma parte globular (hipobasídios) à qual epibasídios inflados ou alongados estão ligados. Em Guepinia, os hipobasídios são ovóides a elipsoides, medindo 12–16 por 9–12 μm, e conectados a epibasídios filiformes de 20–45 por 3–4 μm. A esporada é branca, enquanto os esporos medem 9–11 por 5–6 μm, são hialinos (translúcidos), de formato cilíndrico a elipsoide alongado, e contêm uma grande gota de óleo.
- Espécime alemão

### Espécies semelhantes

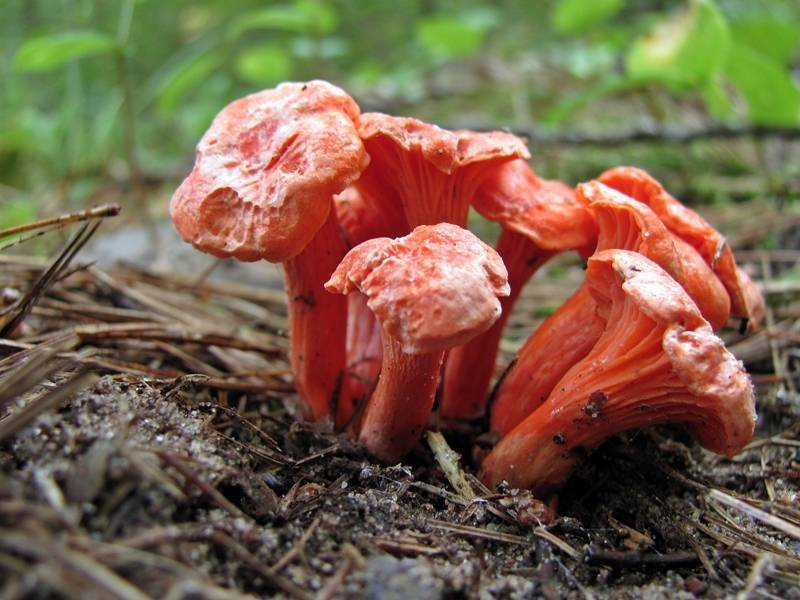
Cantharellus cinnabarinus possui lamelas na face inferior.

Guepinia helvelloides tem uma aparência bastante peculiar, sendo improvável que seja confundido com outros fungos. No entanto, a espécie Cantharellus cinnabarinus é superficialmente semelhante; ao contrário de G. helvelloides, porém, não possui textura gomosa e gelatinosa, e sua face inferior é enrugada, não lisa. Dacrymyces spathularia [en] produz corpos de frutificação menores, e Spathulariopsis velutipes tem uma cabeça branca.

## Habitat e distribuição
Guepinia helvelloides é saprotrófico, obtendo nutrientes pela decomposição de matéria orgânica. Seus corpos de frutificação crescem solitários ou em pequenos tufos no solo, geralmente associados a madeira em decomposição enterrada. Embora possam aparecer na primavera, são mais comuns no verão e outono. Na América do Norte, está associado a florestas temperadas de coníferas. É encontrado em toda a América do Norte temperada, do Canadá ao México, na Europa, Irã, Turquia e também no Brasil e Porto Rico. O fungo também foi coletado na região de Qinling, na China.

## Usos
Guepinia helvelloides é um cogumelo comestível, embora insípido. Espécimes mais velhos são geralmente duros e indigestos. Pode ser usado cru em saladas, em conserva com vinagre ou cristalizado como fruta cristalizada. Uma fonte relata seu uso na produção de vinho por fermentação com levedura de vinho.